# Onychiurus millsi
Onychiurus millsi är en urinsektsart som beskrevs av Chamberlain 1943. Onychiurus millsi ingår i släktet Onychiurus och familjen blekhoppstjärtar. Inga underarter finns listade i Catalogue of Life.